# Thomas N. Stilwell
Thomas Neel Stilwell, född 29 augusti 1830 i Butler County i Ohio, död 14 januari 1874 i Anderson i Indiana, var en amerikansk demokratisk politiker. Han var ledamot av USA:s representanthus 1865–1867.
Stigler studerade juridik och inledde 1852 sin karriär som advokat i Indiana. Han efterträdde 1867 James F. McDowell som kongressledamot och efterträddes 1867 av John P.C. Shanks. Mellan 1867 och 1868 tjänstgjorde han som chef för USA:s diplomatiska beskickning i Venezuela. Stilwell avled 1874 och gravsattes på Maplewood Cemetery i Anderson. 